# 陈勇 (1945年)
陈勇（1945年6月—），女，江苏太仓人，中华人民共和国政治人物，曾任中共宁波市委常委、中共宁波市委副书记、宁波市人大常委会主任，第十届全国人大代表。